# Pierre-Louis Guinand

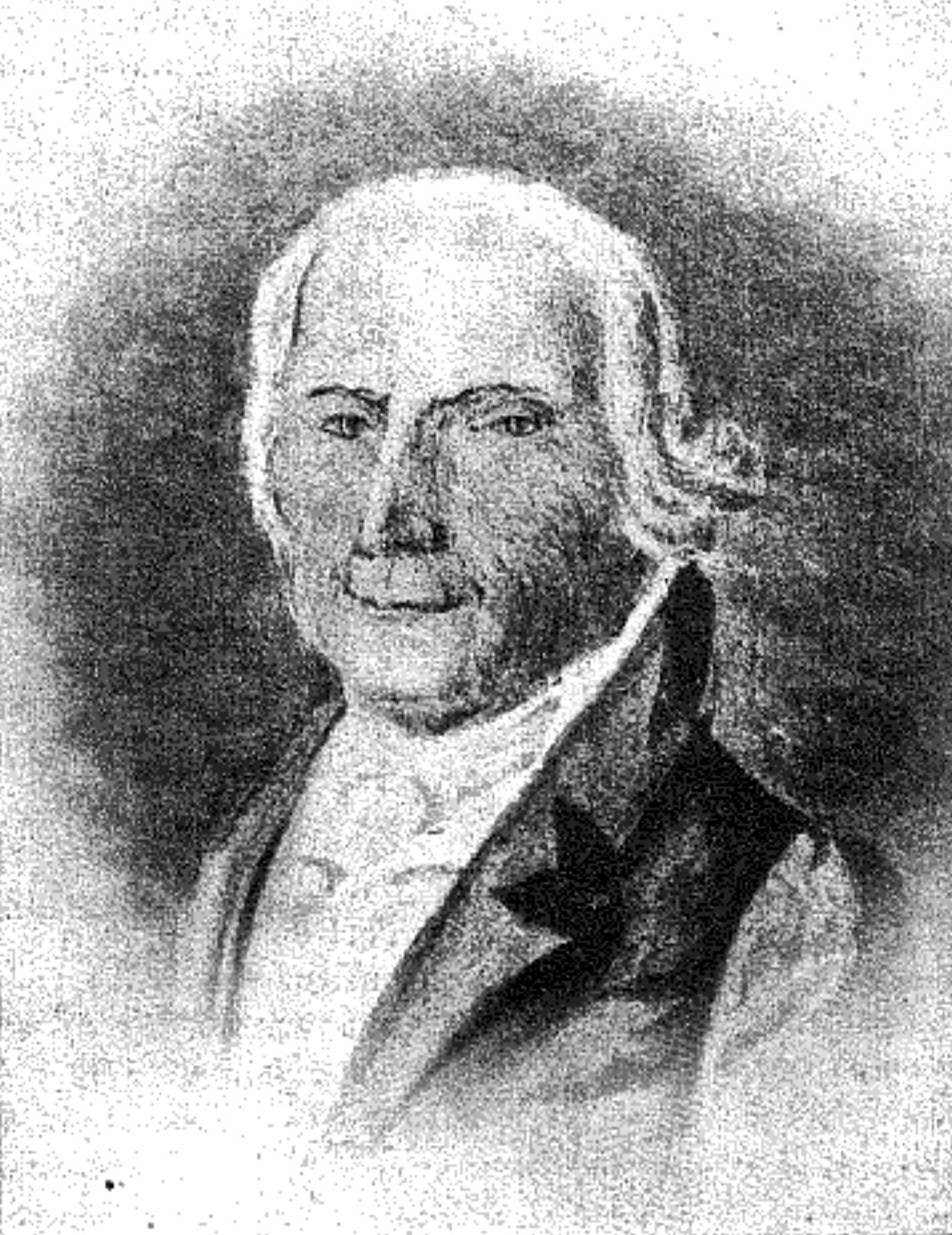
Der Sanguiniker Guinand (Aquarell seines Schwiegersohns Georges-Louis-Christophe Couleru?).

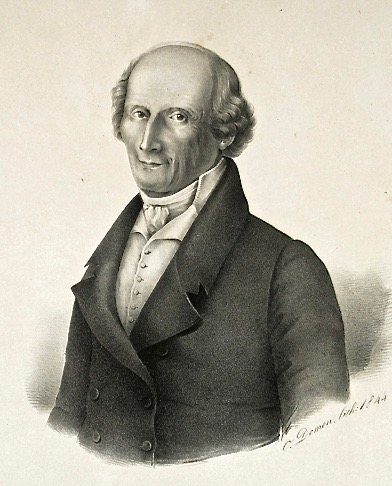
Guinand in einen Melancholiker verwandelt (Lithografie von Étienne-Ovide Domon, 1844).

Pierre-Louis Guinand (* 20. April 1748 in La Corbatière, Gemeinde La Sagne; † 13. Februar 1824 in Les Brenets) war ein Optiker aus dem heutigen Schweizer Kanton Neuenburg (Neuchâtel). Im Auftrag Joseph Utzschneiders (1763–1840) richtete er 1805 im säkularisierten Kloster Benediktbeuern die weltweit erste Hütte zur Herstellung von optischem Glas ein, was später Joseph Fraunhofer (1787–1826) die Entwicklung seines Genies als Wissenschaftler ermöglichte. Nach dem Niedergang der bayerischen Optik beherrschten Guinands Angehörige und Nachfolger lange Zeit den Weltmarkt für optisches Glas.

## Aus dem Zentrum der Uhrenindustrie
In einer Denkschrift, welche die Fabrikanten Adolphe Thibaudeau und Georges Bontemps 1828 vor der Académie des sciences in Paris verlasen, findet sich folgende Schilderung der Begleitumstände, unter denen das Verfahren zur Herstellung optischen Glases erfunden wurde:

„Ein einfacher Mann, unbekannt mit den Fortschritten der Wissenschaft, den Vervollkommnungen und grossen Unternehmungen der Industrie, aber begabt mit diesem Forscher- und Durchhaltewillen, mit dieser Gabe der Erfindung, welche man die Ahnung des Wissens nennen kann, arbeitete in den Bergen der Schweiz an der Lösung eines Problems, vor dem so viele kluge Köpfe kapituliert zu haben schienen.“

Der Engländer Chester Moor Hall hatte 1729 entdeckt, dass die Kombination einer Sammellinse aus Kronglas mit einer Zerstreuungslinse aus Flintglas die chromatische Aberration (unterschiedliche Brechung der Farben beim Übergang von einem Medium in das andere) ausgleicht, und in der Folge die ersten Fernrohre mit achromatischen (farbkorrigierten) Objektiven gebaut. Wirtschaftlich ausgewertet wurde seine Erfindung in den 1750er-Jahren von John Dollond. Für die Herstellung der Linsen geeignete homogene Stücke zu beschaffen, war aber beim bleihaltigen Flintglas schwierig. Man fand sie bisweilen – doch nur bis zu einem Durchmesser von etwa 10 cm – in den Hütten, die in England und später auch in Frankreich Bleikristall für Schmuck, Trinkgläser, Leuchter usw. herstellten. Wie der schottische Physiker David Brewster 1825 schrieb, war die Entdeckung einer Methode, Flintglas für achromatische Fernrohre herzustellen, siebzig Jahre lang fast eine Frage des Nationalstolzes. Doch hatten auch Preise wie die 12 000 Francs, welche die Académie des sciences 1786 dem Erfinder versprach, nicht zum Erfolg geführt.

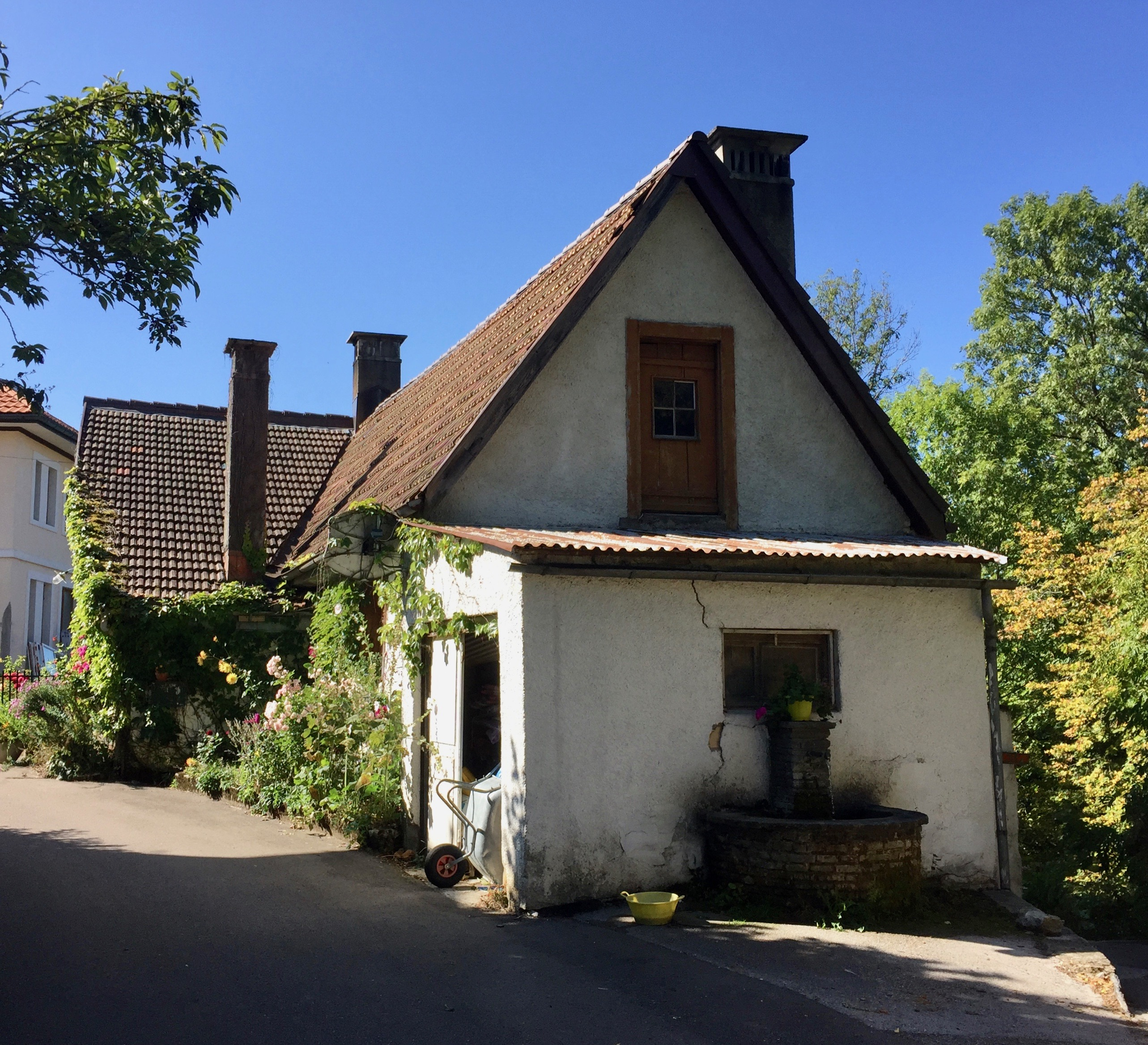
Guinands Haus in Les Brenets.

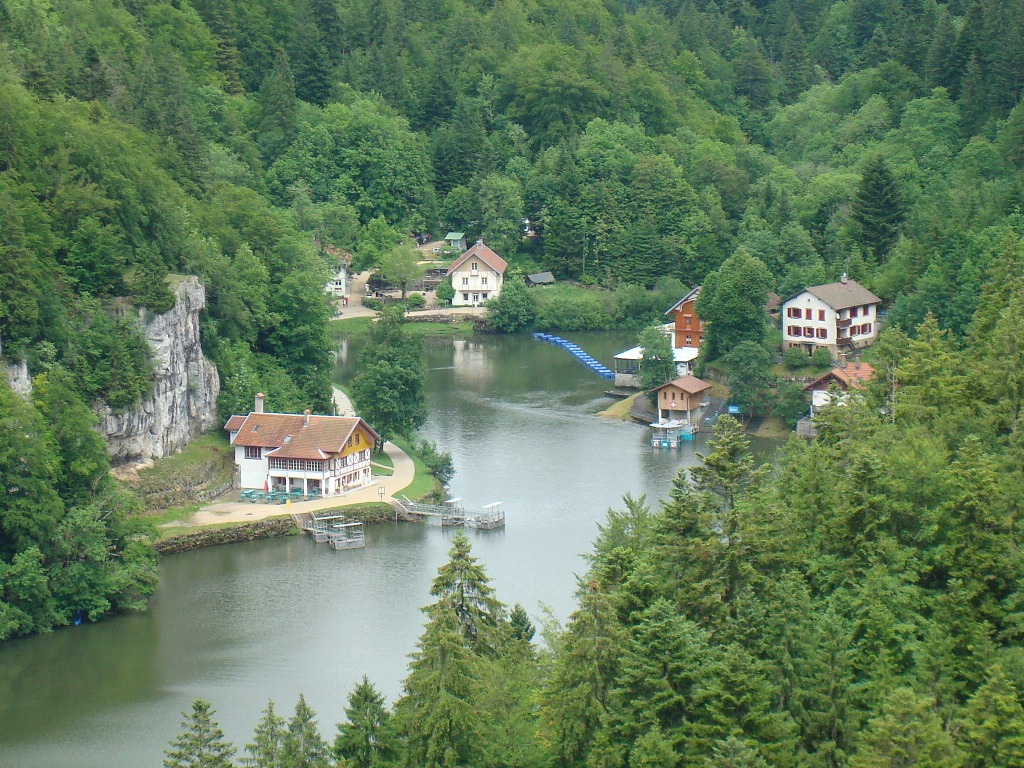
Der Doubs bei Les Brenets.

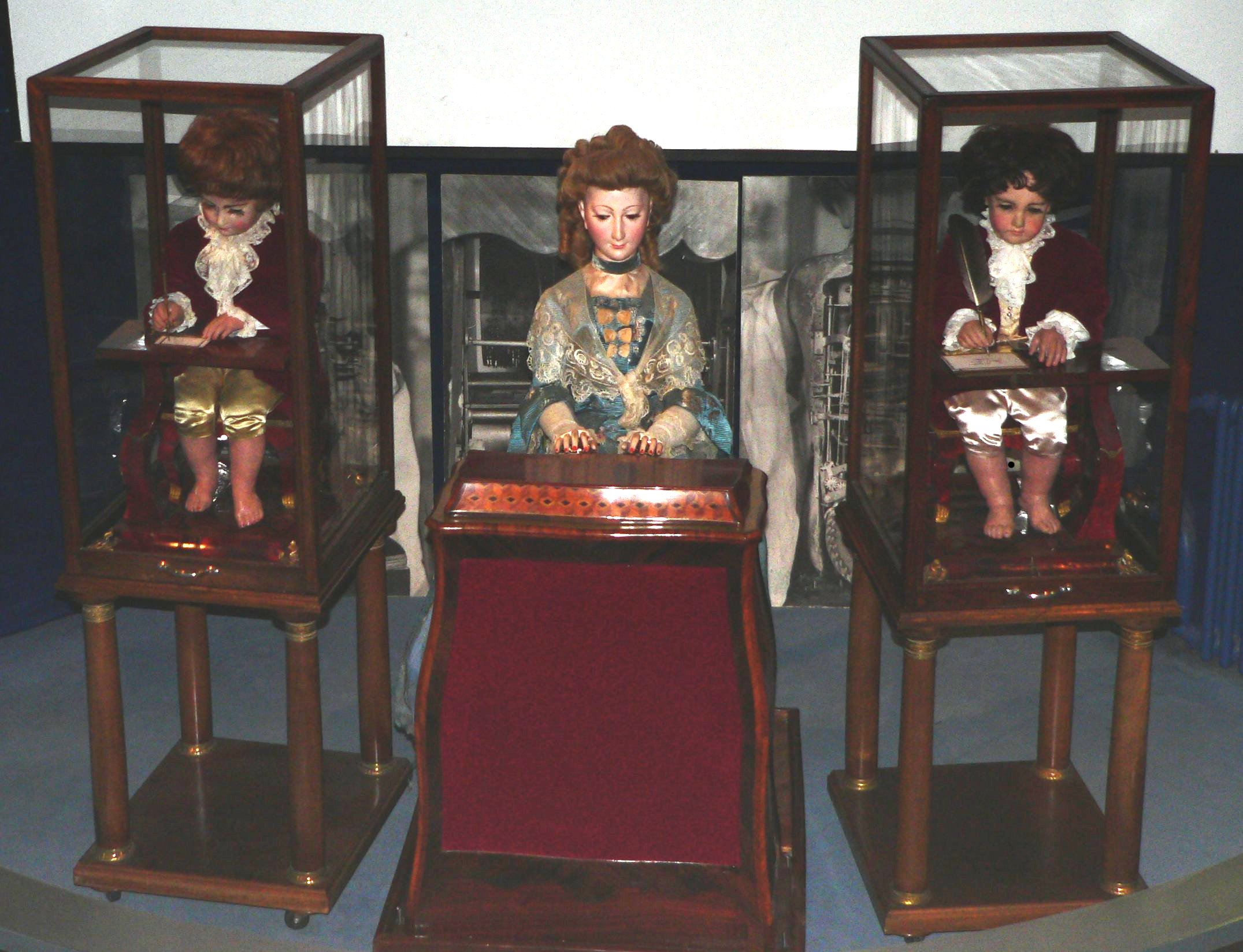
Automaten von Jaquet-Droz (Zeichner, Organistin, Schreiber) im Musée d’Art et d’Histoire in Neuenburg.

Guinand stammte aus dem preussisch-schweizerischen Fürstentum Neuenburg, wo die Genfer Uhrenindustrie eine zweite Heimat gefunden hatte, weil dort keine Zunftschranken den Unternehmergeist der calvinistischen Bevölkerung einschränkten. Obwohl auf 1080 m über Meer aufgewachsen und – wie damals selbst gekrönte Häupter – mit der Orthografie seiner Muttersprache auf Kriegsfuss, war Guinand kein simpler Bergler. Zu seinen Verwandten zählten Bankiers in London und der grösste Arbeitgeber der Pfalz, der Eisenindustrielle und spätere bayerische Freiherr Ludwig Gienanth. Der Grossvater hatte es zum capitaine-lieutenant in einem französischen Schweizer Regiment gebracht. Der unehelich geborene, aber später legitimierte Vater stellte Gehäuse für Neuenburger Pendulen her. Guinand selbst belieferte den berühmten Automatenbauer Pierre Jaquet-Droz (1721–1790) und produzierte gut bezahlte Tonfedern für die Schlagwerke von Repetieruhren. (Er war also nicht Glockengiesser, wie es gelegentlich heisst.) Zweimal verwitwet und einmal geschieden, hatte er sechs überlebende Kinder und mehrere Stiefkinder.
Seine Leidenschaft, der er nach eigenen Angaben 1200–1400 Louisdors (13 200–15 400 Gulden) opferte, galt der Herstellung von homogenem Flintglas für optische Geräte. Er begann damit als 20-Jähriger – wie Madame de Charrière 1793 schrieb, mangels einer guten Brille –, baute dafür 1775 und 1787 spezielle Öfen, begann 1792 mit dem Giessen und danach wohl mit dem sogenannten Senken (Wiedererweichen) von Linsenrohlingen, 1798 mit dem Homogenisieren des flüssigen Glases mit einem Tonrührer. Seine zweite Passion war der Bau achromatischer Fernrohre, die den englischen ebenbürtig waren, und zwar vom – grafischen, nicht mathematischen – Entwerfen und vom Schleifen der Linsen über das Giessen und Drehen der Messingteile sowie die Bearbeitung des Holzes bis zur Zubereitung des Lacks.
In seiner Heimatgemeinde Les Brenets, wo sich Guinand 1781 niederliess, lieferten die Wälder des Juras, der 27 m hohe Wasserfall des Grenzflusses Doubs (Saut du Doubs) und ein Mühlteich die nötige Energie für das Schmelzen und maschinelle Bearbeiten des Glases. Bereits Bürger von Les Ponts-de-Martel und Les Brenets, liess sich Guinand 1792 von seinem Landesherrn, König Friedrich Wilhelm II. von Preussen, noch das Bürgerrecht des Grafschaftssitzes Valangin verleihen. In jenen Jahren begann er Stücke von hochwertigem Flintglas zu produzieren, die deutlich mehr als die erwähnten 10 cm Durchmesser aufwiesen und 1798 in Paris den Beifall des Astronomen Joseph-Jérôme Lalande fanden. 1802 nahm der 54-jährige Guinand die 19-jährige Rosalie Bouverot (1783–1855) aus dem gegenüberliegenden französischen Chaillexon (Gemeinde Villers-le-Lac) ins Haus, die ihn fortan tatkräftig unterstützte.

## Schweizer Revolutionäre im Pfaffenwinkel

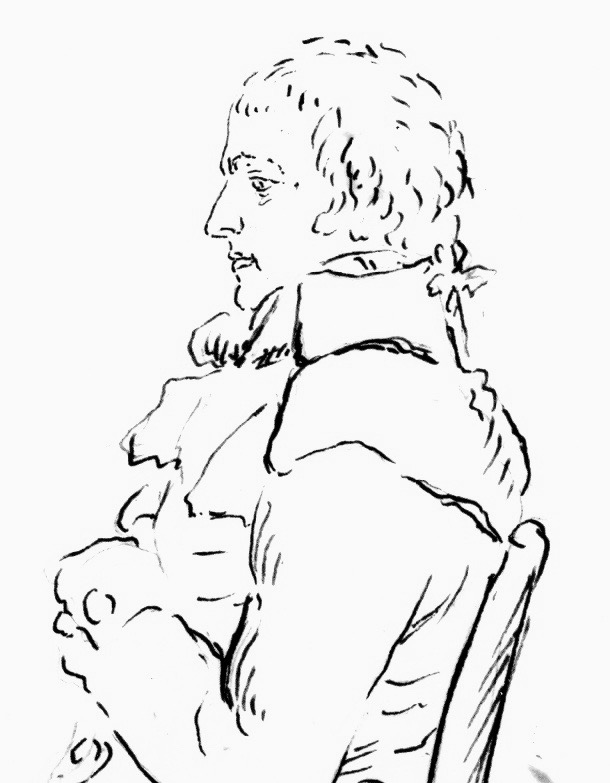
Klara Reinhart: Johann Samuel von Gruner, um 1800.

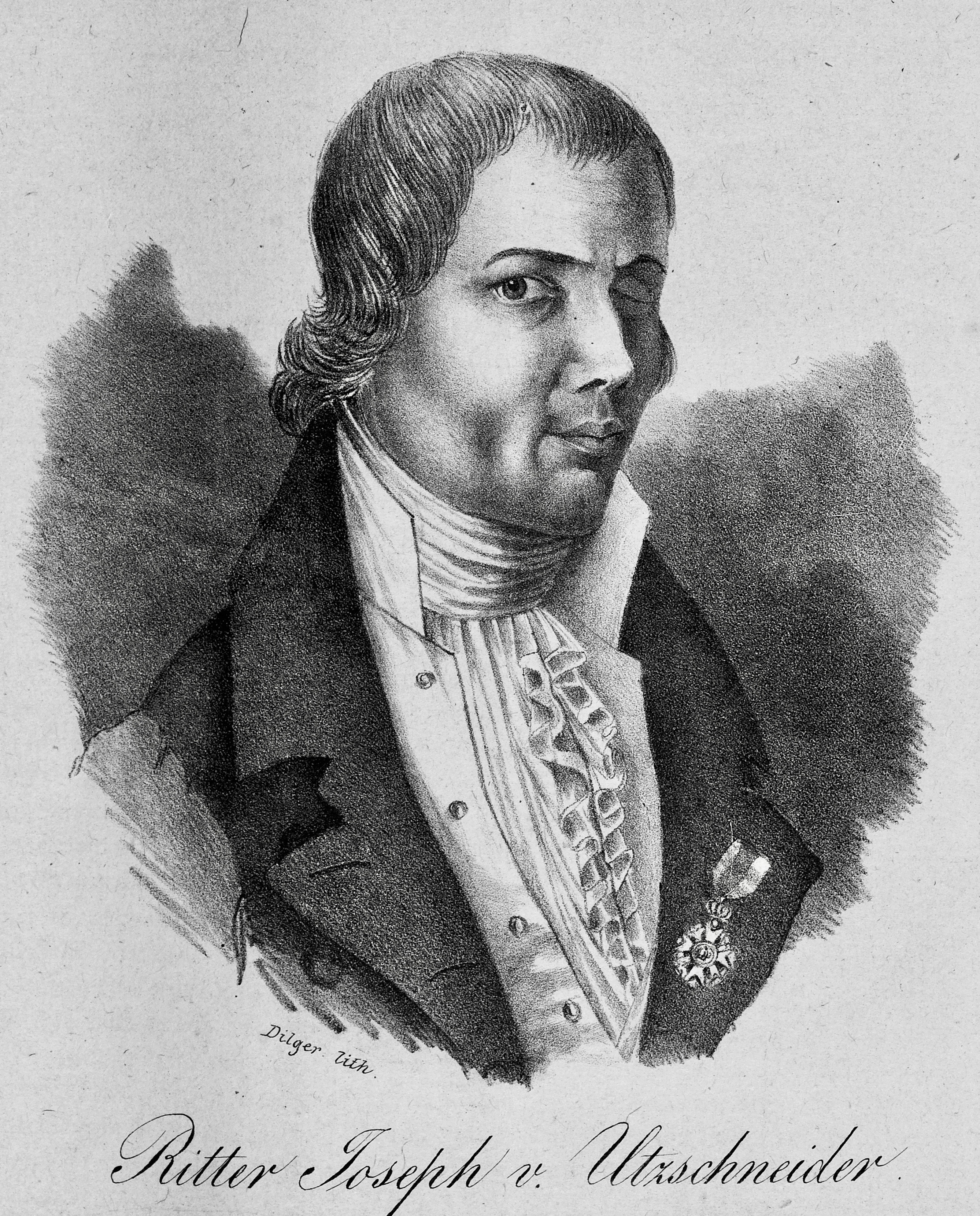
Johann Baptist Dilger: Joseph von Utzschneider.

Auf Lalandes Rat verarbeitete Guinand sein Glas vorerst selbst. Um Nutzen aus seiner Erfindung zu ziehen, benötigte er aber Kapital. Dass er sich auf der Suche danach an das unterentwickelte Bayern wandte, hat mit der Revolution von oben zu tun, die der in Frankreich erzogene Kurfürst Max Joseph und sein Minister Maximilian von Montgelas dort durchführten, und mit der von Frankreich angestossenen Vermessung des Landes. Als Vermittler wirkten Schweizer Revolutionäre, die verfolgt wurden, nachdem Bonaparte 1803 die Helvetische Republik aufgelöst hatte. Wohl durch Jean-Henri Weiss, den Autor des Atlas Suisse, lernte der nach München emigrierte Oberberghauptmann Johann Samuel von Gruner den an der Kartierung Bayerns beteiligten ehemaligen Beamten Utzschneider kennen. Dieser war gemäss Heinrich Scheel der bedeutendste Kopf einer Gruppe von Revolutionären gewesen, die auf die Bildung einer Süddeutschen Republik hinarbeiteten, aber von den Franzosen denunziert und vom Kurfürsten seines Amtes als Staatssekretär enthoben worden. Gruner veranlasste, dass Guinand Utzschneider Anfang 1804 Glasproben und im Juni eine Denkschrift zustellte. In Letzterer erklärte er sich bereit, seine Betriebsgeheimnisse der Bayerischen Akademie der Wissenschaften zu verkaufen und nach Bayern überzusiedeln. Unter anderem schrieb er:

„Ich vertraue darauf, dass es angesichts der zu überwindenden Schwierigkeiten keine Konkurrenz geben kann, dass die Dickköpfe, die sich darauf versteifen, Versuche derart lange zu wiederholen, und jede Schmelze zu verwerfen, allzu selten sind (…)“

Der nunmehrige Unternehmer Utzschneider, der Guinands Schrift der Akademie vorlegen sollte, behielt diese offenbar für sich, jedenfalls ist von einer Behandlung durch die Akademie nichts bekannt. Im August 1804 gründete Utzschneider mit Georg Reichenbach und Joseph Liebherr in München das Mathematisch-mechanische Institut. Auch dies dürfte auf Anregung Gruners geschehen sein, der das Institut als sein Kind bezeichnete. Utzschneiders Partner hatten sich 1802 assoziiert, um Vermessungsgeräte (Theodolite) herzustellen, doch fehlte es ihnen an Kapital. Auch war aus England, das ab 1803 wieder Krieg gegen Frankreich führte, kein Flintglas für die Objektive erhältlich. Zuerst versuchte Utzschneider offenbar, solches Glas selber herzustellen. Dafür bot sich die Glashütte des säkularisierten Klosters Ettal in Grafenaschau an, in die seine Schwester eingeheiratet hatte. Guinand scheint von Utzschneider erst nach Bayern geholt worden zu sein, als dessen eigene Versuche gescheitert waren. (Das vom Astronomen Ulrich Schiegg im Oktober 1805 gerühmte Glas stammte wohl aus Les Brenets.)
Utzschneiders erste Begegnung mit Guinand fand Anfang 1805 statt. Arrangiert wurde sie von Gruner und dem Schriftsteller Heinrich Zschokke, ehemals Regierungsstatthalter der Helvetischen Republik und später Verfasser einer Geschichte Bayerns. Treffpunkt war Aarau, der Wohnort des Seidenbandfabrikanten und früheren Senators der Helvetischen Republik Johann Rudolf Meyer. Dieser hatte den Atlas Suisse finanziert und 1804 mit Hilfe Gruners und Utzschneiders in der Heimat des Letzteren, dem oberbayerischen Pfaffenwinkel, drei säkularisierte Klöster erworben. (In Benediktbeuern hielt man Guinand später für einen Aargauer.) Utzschneider liess Guinand auf seine Kosten Versuchsschmelzen durchführen. Im Mai 1805 bot er 55 000 Gulden für das Kloster Benediktbeuern, das ein böhmischer Glasfabrikant gekauft, aber nicht bezahlt hatte. Zwei Wochen später forderte er Guinand auf, nach München zu kommen. Im Juli erhielt er die Gebäude in Benediktbeuern. Ende August besuchte er Guinand erneut, diesmal in Les Brenets. Er zahlte ihm einen Vorschuss von 100 Louisdors (1100 Gulden) und verpflichtete ihn dadurch, nach Benediktbeuern überzusiedeln. Dies hinderte Utzschneider später nicht zu behaupten, der Schweizer sei ihm ohne Auftrag nachgereist.

## Weltweit erste Produktionsanlage

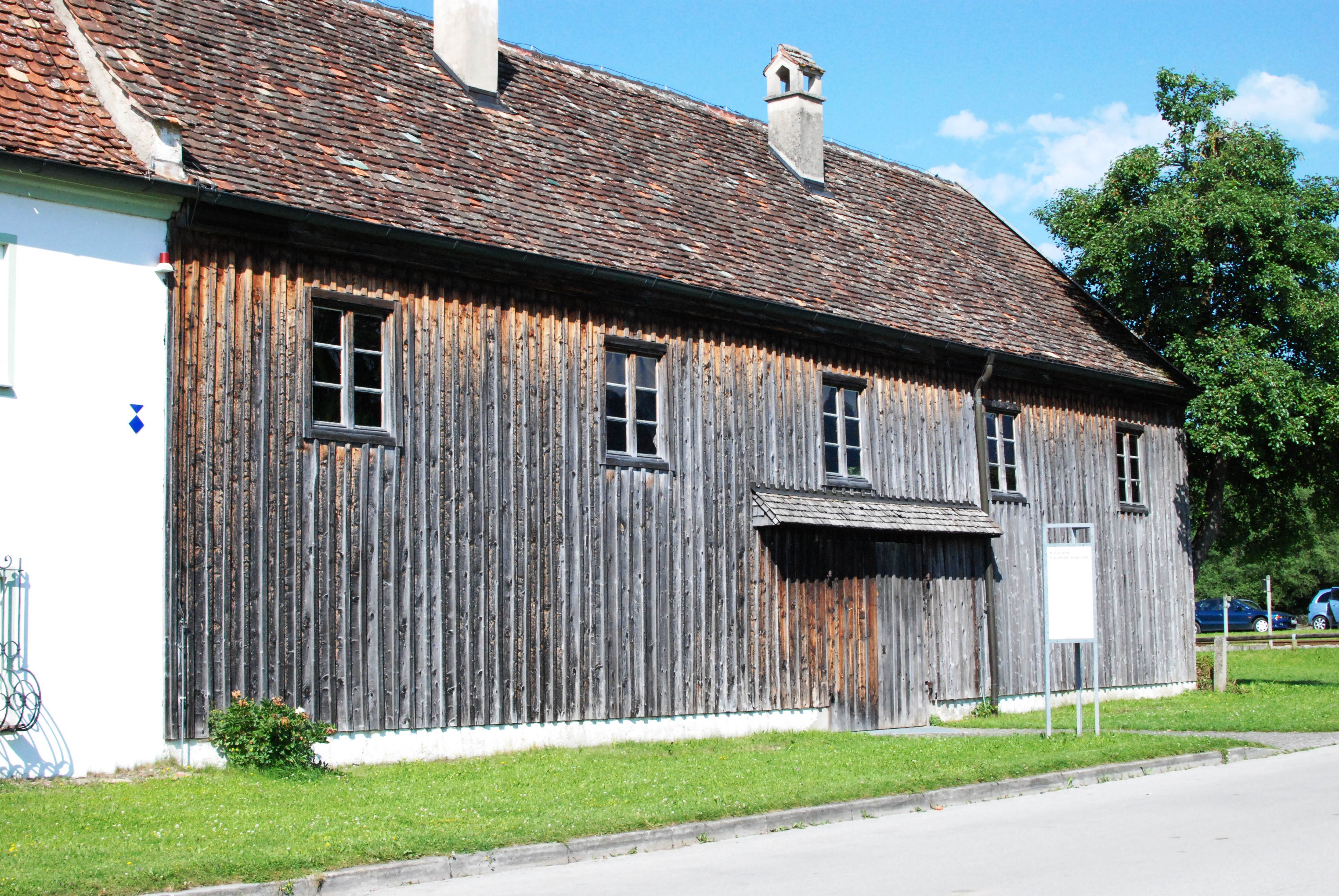
In Utzschneiders Auftrag von Guinand eingerichtete Fraunhofer-Glashütte in Benediktbeuern.

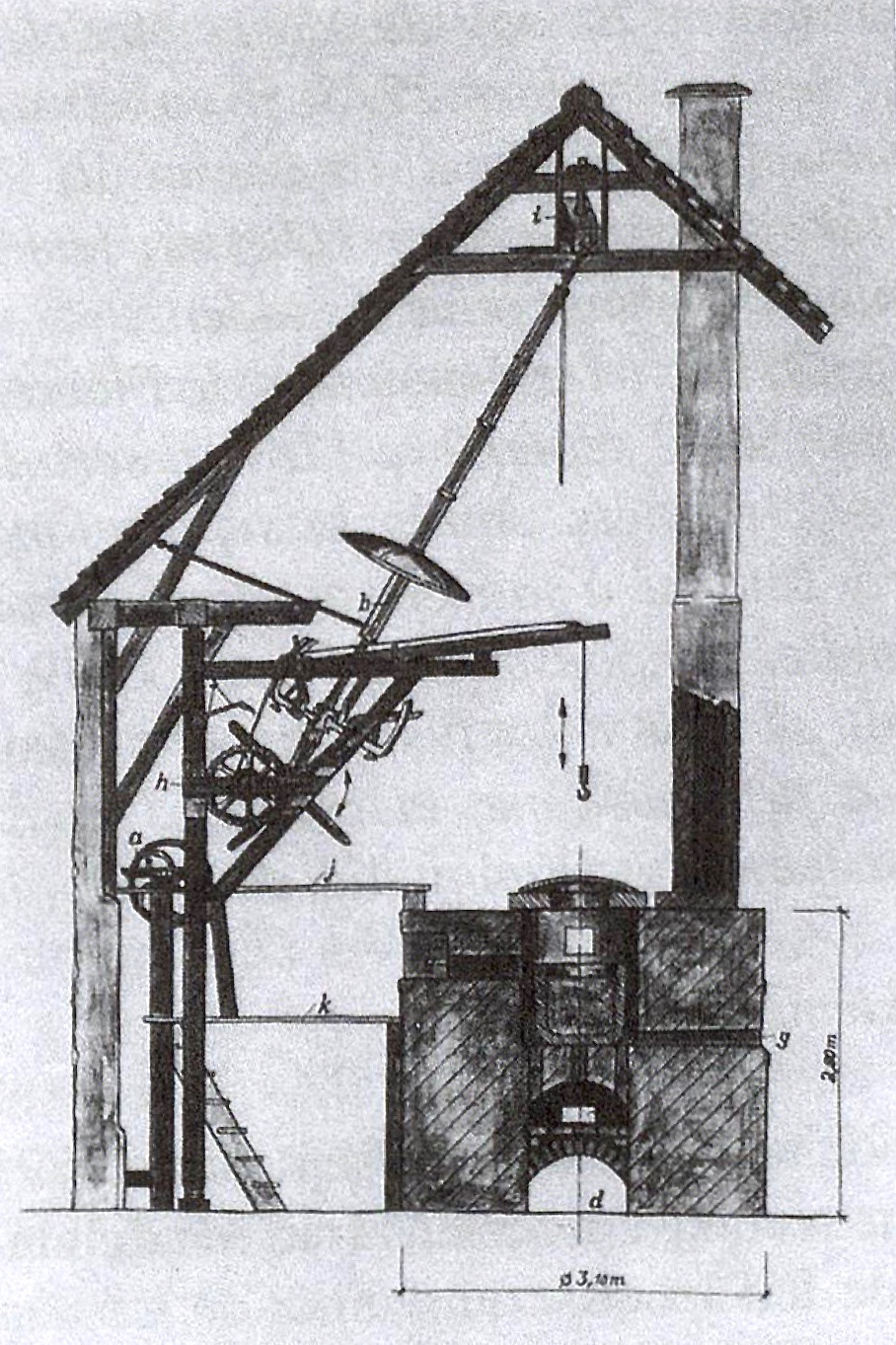
Paul Ditisheim: Entwurf Guinands für Schmelzofen mit Kran und zur Seite gezogenem Rührer.

Den Betrieb in Les Brenets liess Guinand durch seinen Sohn Aimé (1774–1847) weiterführen, den er zuerst an seine neue Wirkungsstätte hatte mitnehmen wollen. In Benediktbeuern traf er im Oktober 1805 ein, als Napoleon gerade die eingefallenen Österreicher aus Bayern vertrieb. Mit Rosalie Bouverot verwandelte er das ehemalige Waschhaus des Klosters in „eine damals in der Welt einzig dastehende Hütte für optisches Glas“, die heute „Fraunhofer-Glashütte“ genannt wird. In seiner Denkschrift hatte er zwei verschiedene Öfen für das Flintglas und einen für das Kronglas gefordert. Ein grosses Problem stellte die Beschaffung geeigneter Rohstoffe dar, auf die ein Drittel der Produktionskosten entfiel, namentlich des Tones für die Herstellung der Schmelzhäfen.
Mit einem Zehnjahresvertrag wurde Guinand ab Juli 1806 nicht nur technischer Leiter der Hütte für optisches Glas, sondern auch einer Anstalt zur Herstellung von Fernrohren. Denn pro Jahr sollte maximal Glas für 50 Objektive an das Mathematisch-mechanische Institut in München geliefert, alles übrige aber in Benediktbeuern verarbeitet werden. Weiter wurde Guinand eine heute nicht mehr existierende Hütte für Hohlglas (Weissglas) mit mehreren Öfen unterstellt, für deren Bau Utzschneider die Pfarrkirche von Benediktbeuern abreissen liess. Utzschneider behielt sich nur die Oberaufsicht, die Auswahl der Arbeiter, den Verkauf der Produkte, die Buchhaltung und die Erstellung der Jahresrechnung vor, die Guinand genehmigen musste. Letzterer erhielt ausser freier Wohnung und Brennholz 1000 Gulden jährlich, wovon die Hälfte für die Überlassung seiner Betriebsgeheimnisse, die er Utzschneider in Form einer umfangreichen, illustrierten Denkschrift aushändigte, und für deren Wahrung gegenüber jedermann. Zu diesem Zweck mussten Guinand und Rosalie Bouverot – seit jenem Jahr seine vierte Ehefrau – die Herstellung von Flint- und Kronglas eigenhändig vornehmen. Weiter gewährte Utzschneider Guinand 20 Prozent Gewinnbeteiligung und das Recht, einen seiner Söhne zum Nachfolger zu bestimmen. Damit war Aimé gemeint, dem die Weiterführung des Betriebs in Les Brenets nicht verboten wurde.
Falls optisches Glas, Fernrohre und Hohlglas rentierten, sollte noch ein Ofen für die Herstellung von Gussglas errichtet werden, mit 50 Prozent Gewinnbeteiligung für Guinand. Rosalie Bouverot sollte bei profitablem Betrieb eine Gratifikation von 18 Louisdors (198 Gulden) jährlich und nach dem Tod ihres Mannes eine Witwenrente von 250 Gulden erhalten. Zusätzlich machte Utzschneider Guinand eine Schenkung von 80 Louisdors (880 Gulden). Es besteht daher kein Grund zur Annahme, dass der Schweizer seine Versprechungen nicht eingehalten habe. Genau dies aber wird von bayerischen Autoren unterstellt, welche die Glashütte in Benediktbeuern als alleiniges Werk Einheimischer (Utzschneider bzw. Fraunhofer) darstellen. So behauptet Utzschneider-Biograf Ivo Schneider, sein Protagonist „und niemand sonst“ habe in Benediktbeuern die Voraussetzungen für die Herstellung optischen Glases geschaffen.
Statt 10 Jahre blieb Guinand nur 10 Monate Chef. Schon im Februar 1807 musste er einen neuen, ab Mai gültigen Zehnjahresvertrag unterschreiben, der ihm zwar Mehreinnahmen verschaffte, aber seinen Zuständigkeitsbereich einschränkte. Dies wohl nicht nur, weil Utzschneider in den Staatsdienst zurückberufen wurde, sondern auch weil Guinand mit den (böhmischen) Arbeitern der Hohlglashütte nicht zurechtkam. Er wurde Angestellter des Mathematisch-mechanischen Instituts in München, wo er sich mit der Optik und hauptsächlich mit der Aufstellung (den Stativen) der Fernrohre beschäftigen sollte – eine Bestimmung, die laut Adolf Seitz nicht umgesetzt wurde. Guinand durfte weder Arbeiter einstellen noch entlassen. Umgesetzt wurde, dass er weiterhin mehrmals jährlich in Benediktbeuern optisches Glas schmelzen sollte. Seine Frau hatte ihn dabei zu unterstützen. Ihre Wohnung im Kloster durften die beiden behalten. Die Frage der Nachfolge wurde neu geregelt, indem sich Guinand verpflichtete, eine von Utzschneider zu bestimmende Person in die Geheimnisse des Glasmachens einzuweihen. Er oder im Fall seines Todes seine Familie erhielt während der Vertragsdauer 1600 Gulden jährlich, was eine Erhöhung der Bezüge um 60 Prozent bedeutete. Nach Ablauf des Vertrags stand Guinand eine Pension von 800 Gulden zu, sofern er niemanden in der Herstellung von Flint- und Kronglas unterrichtete noch solches verkaufte oder ohne Erlaubnis eine andere Stellung annahm. Dagegen verzichtete er auf die Beteiligung am (illusionären) Gewinn des Unternehmens. Schliesslich versicherte Utzschneider Guinand, er sei ihm „seiner Rechtlichkeit und seiner Kennisse halber aufrichtig zugetan“. Dies war für den Degradierten aber ein schwacher Trost. Er scheint Utzschneider bis 1813 nicht mehr geschrieben zu haben. Und offenbar fühlte er sich auch nicht mehr an die eigenen Versprechungen gebunden.

## Von Fraunhofer verdrängt

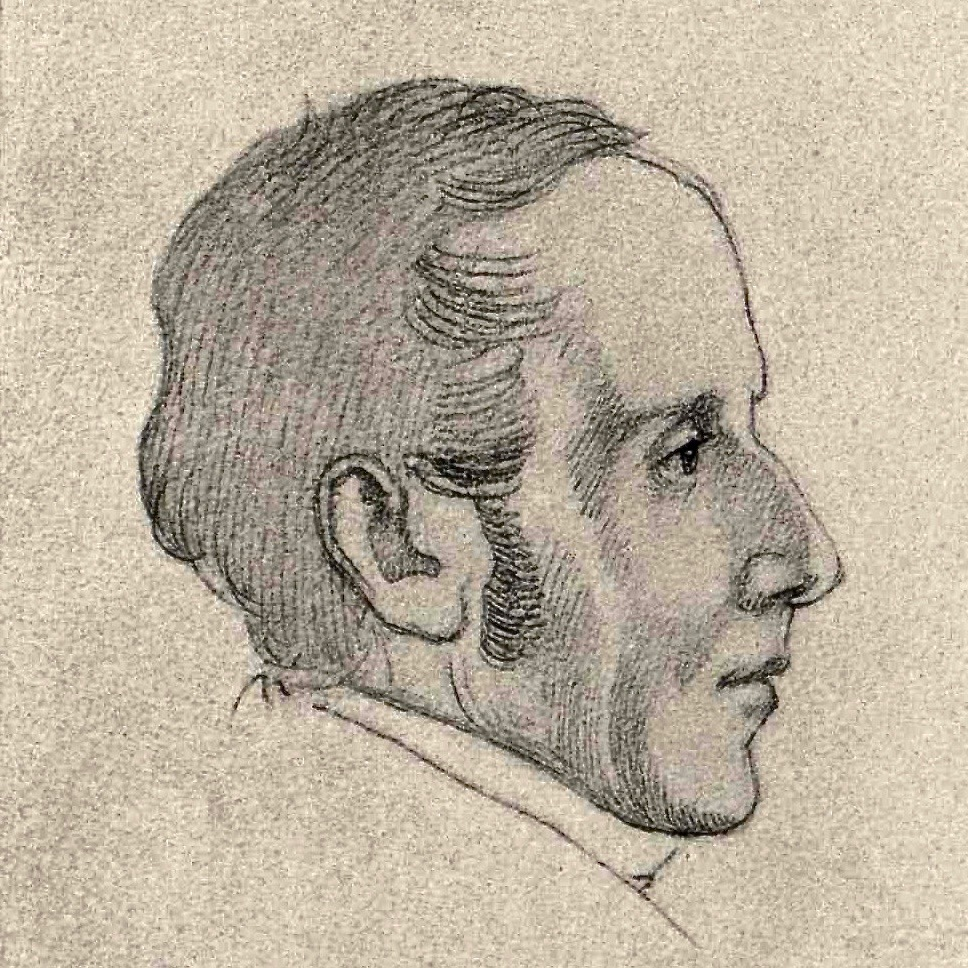
Carl Christian Vogel: Joseph von Fraunhofer, 1825.

Der 1806 vom Mathematisch-mechanischen Institut eingestellte, von Schiegg angeleitete Spiegelmacher und Zierratenschleifer Joseph Fraunhofer verdrängte 1807 Joseph Niggl als Optiker. Vom selben Jahr an arbeitete er in Benediktbeuern. Im Februar 1809 gründete Utzschneider dort ein Optisches Institut, zu dessen Leiter und Teilhaber er den erst 21-jährigen Fraunhofer machte. Offenbar übernahm dieser in der neuen Firma Utzschneider, Reichenbach und Fraunhofer die Berechnung der Objektive und das Schleifen der Linsen. Dabei arbeitete er mit dem Mechaniker Rudolf Sigismund Blochmann (1784–1871) zusammen. „Damit in Zukunft Hr. Guinand nützlicher beschäftigt wird als bisher“, wollte Fraunhofer dessen Zuständigkeitsbereich auf das Glasschmelzen und das Drehen von Fassungen für Objektive von Fernrohren beschränken, was Utzschneider-Biograf Schneider mit unverhohlener Häme als Beginn der „Demontage“ des Schweizers bezeichnet. Zum Schleifen und Polieren von Linsen war Guinand nach Meinung Fraunhofers nicht zu gebrauchen, wohl weil er das von diesem eingeführte arbeitsteilige Verfahren mit von Hilfskräften bedienten Maschinen ablehnte.
Im August 1809 bestimmte Utzschneider Fraunhofer zur Person, die von Guinand in die Kunst des Glasschmelzens einzuweihen war. Bei dieser Gelegenheit erscheint Therese Gräfin von Seinsheim, eine der beiden Kammerdamen der verwitweten Kurfürstin Maria Leopoldine von Österreich-Este, als Utzschneiders Bevollmächtigte. Dies deutet darauf hin, dass Utzschneider Maria Leopoldine, die er in Finanzfragen beriet, in den Kauf von Benediktbeuern involviert hatte. Da das Optische Institut defizitär war, scheint die Gräfin namentlich den Verkauf der produzierten Instrumente beaufsichtigt zu haben. Als Utzschneider 1813 endlich Geschäftszahlen herausrückte, zeigte sich ein Verlust von 60 000 Gulden.
Hatte Fraunhofer bis dahin in der Glashütte nur zusehen dürfen, wurde Guinand 1811 auch dort der Aufsicht des fast 40 Jahre Jüngeren unterstellt. Im Bestreben, sowohl dem Lehrer als auch dem Schüler gerecht zu werden, postulierte Fraunhofer-Biograf Moritz von Rohr, die beiden hätten innerhalb von bloss zwei Jahren ein verbessertes „Guinand-Fraunhofersches Verfahren der Bereitung optischen Glases“ entwickelt. Gegen diese Hypothese spricht ein vom selben Autor veröffentlichter Brief, in dem Guinand 1812 seinem Sohn Aimé klagt, Fraunhofer behandle ihn wie einen einfachen Arbeiter. Dazu mag neben Meinungsverschiedenheiten beigetragen haben, dass die beiden gemäss Rohr entgegengesetzte psychologische Typen waren, in der Terminologie der Zeit: Sanguiniker (Guinand) und Melancholiker (Fraunhofer). Heute würde man Fraunhofer – laut Antonin von Schlichtegroll „einer der edelsten und reinsten Geister, die je gelebt haben“ – als genialen Autisten bezeichnen.
Guinand stellte in Benediktbeuern nach eigenen Angaben Flint- und Crownglas für 5000 achromatische Objektive her. Währenddessen drohte in Les Brenets der von Aimé geführte Betrieb einzugehen, von dem die Versorgung von Guinands Kindern abhing. Um den Ruin des Sohnes abzuwenden, dem er zuvor schon seinen Schüler Wilhelm Strahl (1812) und seine Frau Rosalie (1813) zu Hilfe geschickt hatte, liess sich Guinand auf Vollendung des 66. Altersjahrs (Mai 1814) pensionieren, wobei er sich eine spätere Rückkehr nach Benediktbeuern vorbehielt. Im Februar 1814 schied auch Mitbesitzer Reichenbach aus dem Optischen Institut aus.
Um das Ehepaar Guinand zu verpflichten, „mit niemandem die Fabrikation von Flint- und Kronglas zu vereinbaren, niemanden darin zu unterrichten und sich überhaupt keinesfalls mit Optik zu beschäftigen“, zahlte Utzschneider Guinand zwei Jahrespensionen (insgesamt 1600 Gulden) im Voraus. Dies zeigt nach Auffassung des Schweizer Astronomen Rudolf Wolf, wie sehr man Guinands Konkurrenz fürchtete „und wie kleinlich es später von Utzschneider war, dessen Verdienste herabzusetzen“. (Aimé Guinand war in das Konkurrenzverbot wiederum nicht eingeschlossen.)

## In Bayern unterschätzt

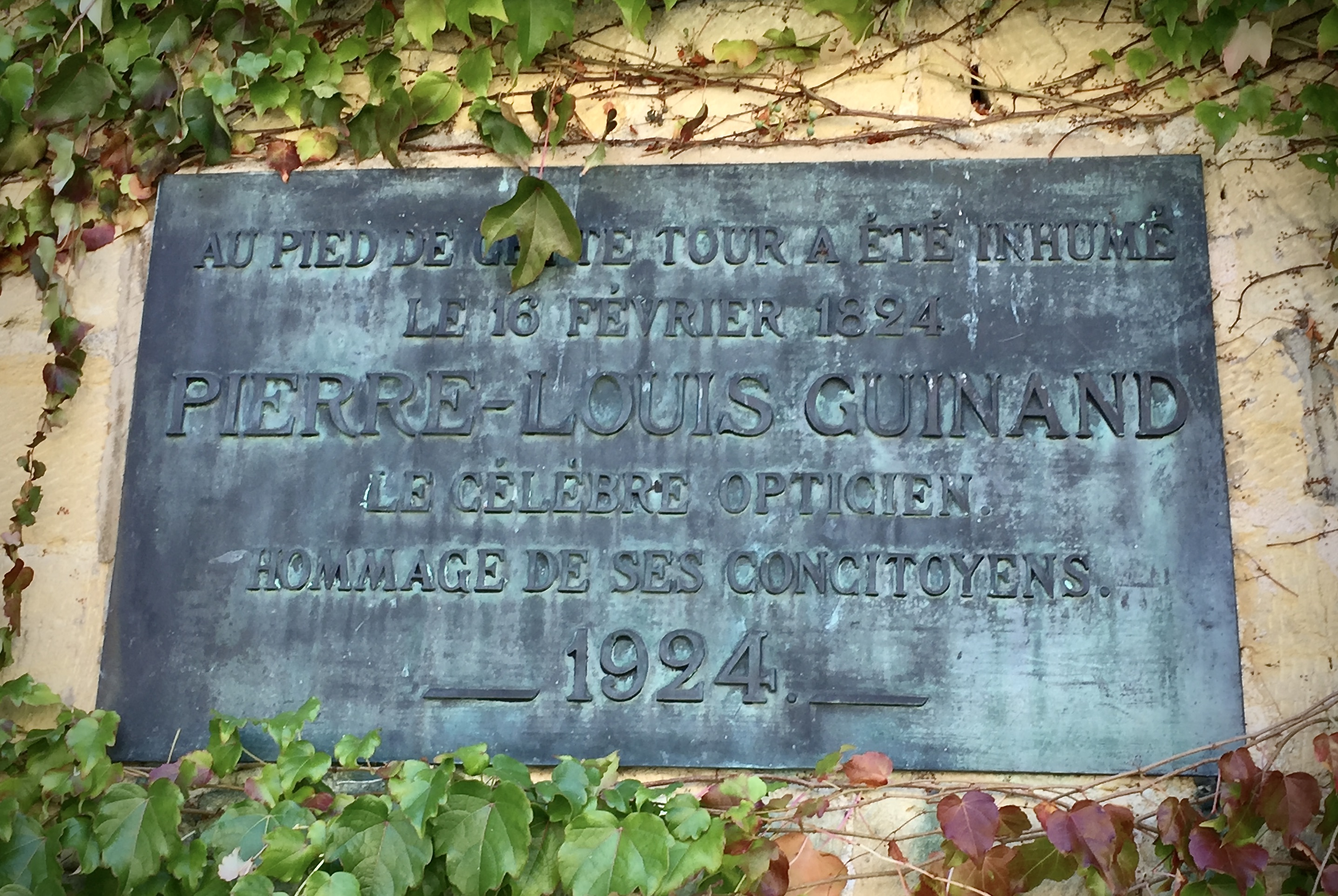
Gedenktafel für Guinand am Turm der alten Kirche von Les Brenets.

1815 ersuchte Guinand Utzschneider um Erlaubnis, mit Dritten ein Unternehmen zu gründen. Im Januar 1816 anvertraute ihm Utzschneider, dass der Fortbestand des Betriebs in Benediktbeuern gefährdet sei. In seiner Antwort äusserte Guinand lebhaftes Bedauern darüber. Er berichtete, dass er bei zwei kleinen Versuchsschmelzen dank neuer Erkenntnisse Glas von unerreichter Qualität erhalten habe. Auch habe er ein sehr gutes Objektiv von 8 Pariser Zoll (21,7 cm) Öffnung hergestellt und sei zuversichtlich, noch darüber hinausgehen zu können. Er sei bereit, zu den Bedingungen des Vertrags von 1807 wieder die technische Leitung des Optischen Instituts und der Hohlglashütte zu übernehmen, wenn nur „Fraunkaufer“ (Fraunhofer) und „Blackmann“ (Blochmann) dort nichts mehr zu schaffen hätten und die Arbeiter ihm unterstünden. Für seine künftige Nachfolge schlug er seine Frau vor: „Eure Exzellenz hat eine junge, Ihr ganz ergebene, intelligente, fleissige und tüchtige Person (in Diensten), die sich nicht fürchtet, Handarbeit zu verrichten. Ich werde sie restlos alles lehren, was ich weiss, damit sie in der Lage sein wird, mich nach meinem Tod zu ersetzen.“
Guinands Brief traf zu einem ungünstigen Zeitpunkt ein: Fraunhofer erfuhr gerade, dass Strahl, durch den Guinand dringend benötigte Aufträge zu erhalten hoffte, König Wilhelm I. von Württemberg für 1000 Gulden ein Fernrohr mit einem Objektiv von wenigstens 4 Zoll (ca. 10 cm) Durchmesser verkauft hatte, das er samt Glas selbst hergestellt haben wollte. Fraunhofer aber glaubte zu wissen, dass das erwähnte Objektiv von Guinand in Benediktbeuern geschliffen worden war. Als Utzschneider Guinand keiner Antwort würdigte, verzichtete dieser auf die weitere Auszahlung der Pension. Nach Auffassung Moritz von Rohrs wäre es für Utzschneiders Unternehmen „zweifellos unendlich zweckmäßiger gewesen, den zur Rückkehr bereiten alten Schmelzmeister mit seiner gut unterrichteten Frau wieder aufzunehmen.“ Der Jenaer Optiker fährt fort:

„Was die Aufhebung des Wettbewerbs durch die beiden tüchtigsten ausländischen Fachleute, den alten Guinand und seine Frau, sowie das Abschneiden der Möglichkeit, Guinands tatkräftigeren Sohn Henri im Glasfach zu unterrichten, für die Benediktbeurner Anstalt namentlich nach Fraunhofers allzufrühem Tode bedeutet hätte, kann gar nicht ermessen werden.“

Nie sei Utzschneider seinem Ziel, die Herstellung alles optisch brauchbaren Glases in seiner Hand zu vereinigen, so nahe gewesen. Doch man habe das Ehepaar Guinand offenbar „ganz gewaltig unterschätzt“. Um die Früchte seines Lebenswerks ernten zu können, schmiedete Guinand noch Pläne, nach Amerika (1817), Russland (1818), Frankreich (1820) bzw. England (1822) auszuwandern. Und während Fraunhofer nur für den Eigenbedarf optisches Glas produzierte, begann Guinand 1818 Paris zu beliefern. Mit Glas von ihm bauten Noël-Jean Lerebours und Robert-Aglaé Cauchoix weit mehr Fernrohre als Fraunhofer. Als Lerebours 1820 Les Brenets besuchte, kaufte er gleich alles dort vorhandene Glas, selbst jenes, dass Guinands eigenen Qualitätsansprüchen noch nicht genügte.
1818 erreichte die verwitwete Kurfürstin, dass König Max Joseph Benediktbeuern zurückkaufte. Utzschneider erhielt dafür 250 000 Gulden, die er wohl teilweise Maria Leopoldine schuldete. Das Optische Institut verlegte er 1819 nach München. Ebenfalls 1819 gründete ein Mündel Johann Rudolf Meyers, das bei Reichenbach gearbeitet hatte, in Aarau die Instrumentenbaufirma Kern & Co., die bis 1991 bestand. Als Guinand im selben Jahr in Les Brenets vom späteren König Friedrich Wilhelm IV. von Preussen besucht wurde, wies er diesen zurecht, weil er eine wertvolle Flintglasscheibe angefasst hatte.
Während Fraunhofer schon mit 39 Jahren starb, wozu Hitze und Dünste des Glasofens beigetragen haben sollen, wurde Guinand 75-jährig. Laut einer Gedenktafel an der ehemaligen Kirche von Les Brenets (heute Gemeindeverwaltung) wurde er bei deren Turm begraben. Seine Witwe führte zuerst den Betrieb in Les Brenets mit ihrem Stiefsohn Aimé weiter und errichtete dann mit dem Apotheker Théodore Daguet (1795–1870) in Chaillexon eine neue Schmelzhütte. Schliesslich begann auch Henri Guinand (1771–1851), der als Uhrmacher nach Frankreich ausgewandert war, in Paris Glas zu produzieren.

## Rühren und Senken

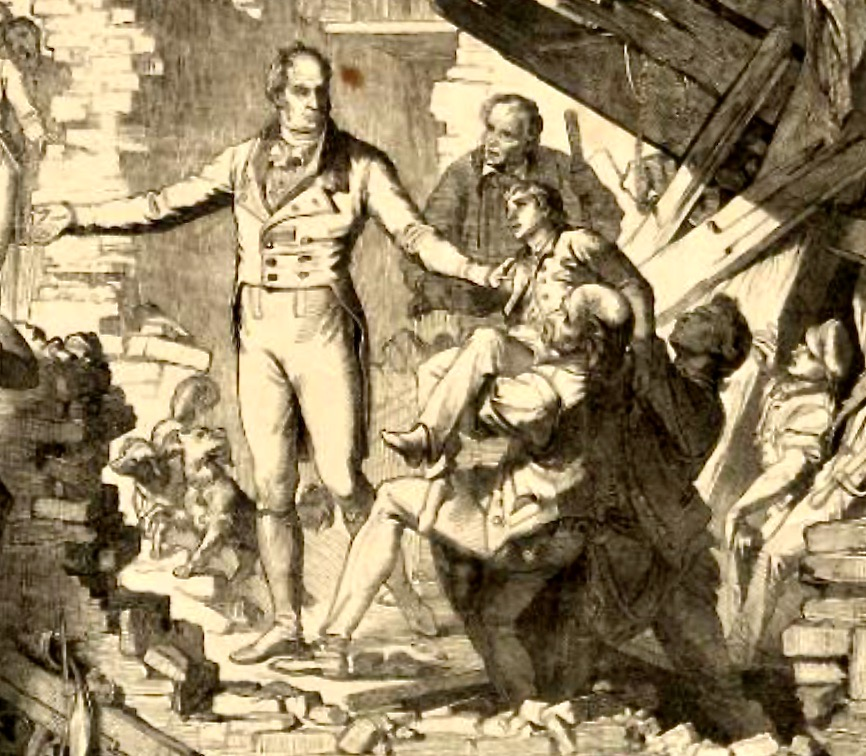
Fraunhofer wurde Gegenstand eines Kults. Er soll mit 14 Jahren als neuer Lazarus ins Leben zurückgerufen worden sein.

Der Ruhm Fraunhofers, der ihn unter dem Einfluss des Nationalismus zum Gegenstand eines Kults werden liess, gründet in erster Linie auf seinen Leistungen als Wissenschaftler. (Die von William Hyde Wollaston 1802 entdeckten Spektrallinien verwendete er erst, als Guinand nach Les Brenets zurückgekehrt war, zur Messung des Brechungs- und Farbenzerstreuungsvermögens von Gläsern.) Auch bei der Herstellung von Objektiven und Teleskopen erreichte Fraunhofer ein höheres Niveau als Guinand. Doch war er, wie dessen Sohn Aimé betonte, nicht der einzige Optiker seiner Zeit, der aus gutem Glas gute Objektive herstellen konnte. Und ohne die Vorarbeit Guinands, dem der Durchbruch bei der Herstellung von Flintglas gelungen war, hätte Fraunhofer sein Genie nicht entfalten können.

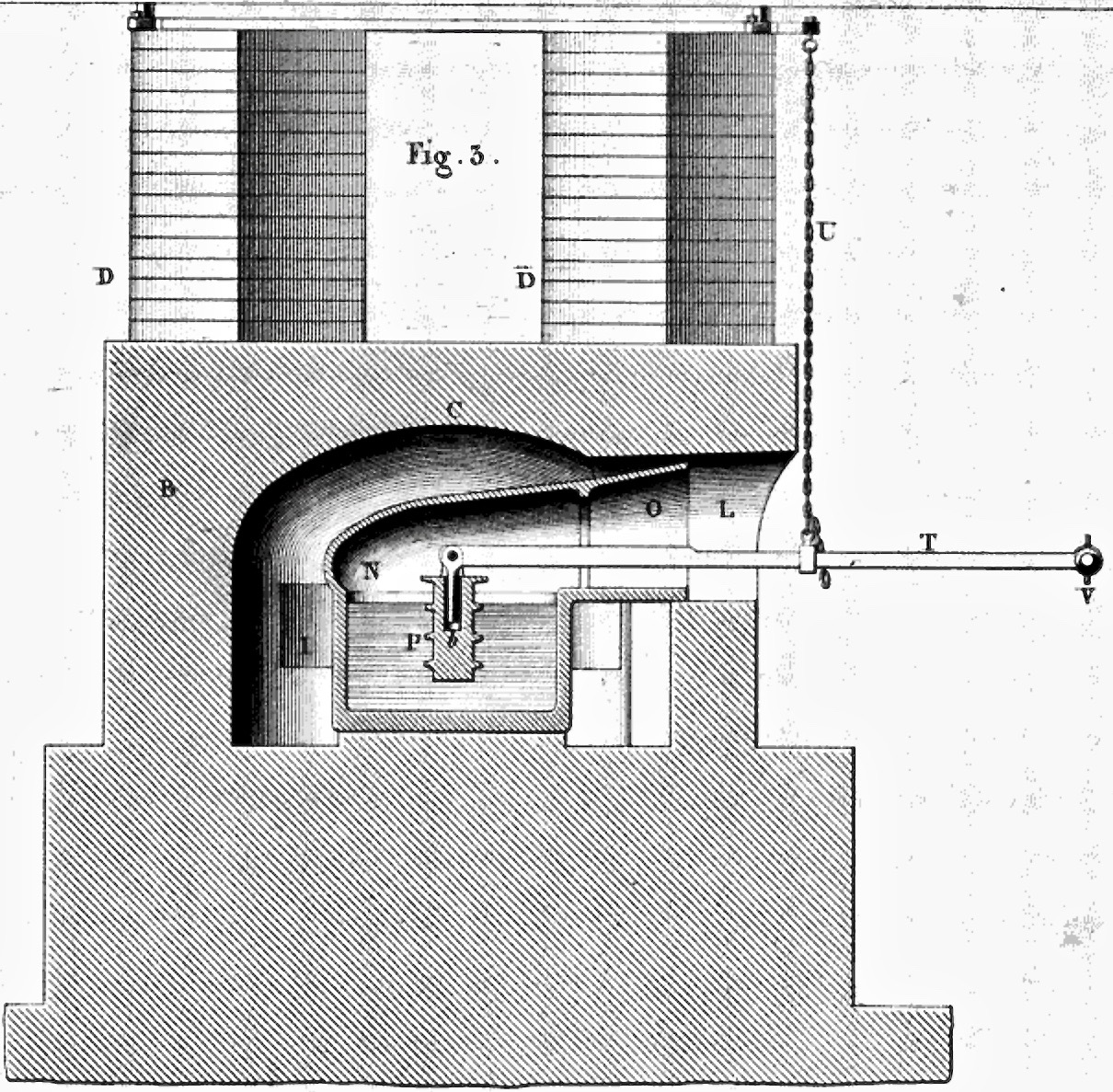
Schmelzofen, 1840. P = seitlich einführbarer Rührer (guinand) mit Rippen, wie ihn Henri Guinand verwendete.

Der Schweizer hatte namentlich das Verfahren erfunden, das im Französischen guinandage genannt wird. Es besteht darin, das flüssige Glas mit einem weissglühenden Rührer (guinand) zu homogenisieren, der aus demselben Ton wie der Schmelzhafen besteht. Nachdem dieser Rührer in den ersten Jahren Pilzform gehabt hatte, formte ihn Guinand 1805 bei den Probeschmelzen für Utzschneider zylindrisch, was sich als vorteilhaft erwies.
Die neuen Erfindungen, die Guinand Utzschneider 1816 anbot, bezogen sich wohl auf das Verfahren des Senkens, das in Benediktbeuern Ramollieren (von französisch ramollir) genannt wurde. Dabei nimmt das Glas, ohne an Qualität zu verlieren, durch Wiedererweichen in runden Tonschalen Scheibenform an. Laut seinem Freund Édouard Reynier (1791–1840) befreite Guinand die entstandenen Linsenrohlinge mit der Roulette von fehlerhaften Stellen, ramollierte sie erneut und wiederholte das Ganze, bis jede Anomalie verschwunden war. Es gelang ihm sogar, mehrere Glasstücke zu einem einzigen, vollkommen homogenen zu verschmelzen.
Nicht nur, dass Fraunhofer das homogene Glas erfunden habe, sondern auch, dass das von ihm hergestellte Glas „weitaus besser als das von Guinand“ gewesen sei, wie bayerische Autoren behaupten, ist ein Mythus. Als Glasschmelzer blieb der Lehrer nicht hinter dem Schüler zurück. Michael Faraday, der selber fünf Jahre lang optisches Glas herzustellen versuchte, urteilte 1830 salomonisch: „Both these men, according to the best evidence we can obtain, have produced and left some perfect glass in large pieces (…)“
Refraktoren mit Objektiven aus Glas von Guinand erhielten an den Ausstellungen französischer Industrieprodukte von 1819 und 1823 goldene Medaillen. Das von Cauchoix im letztgenannten Jahr ausgestellte Exemplar hatte einen Pariser Fuss (32,5 cm) Öffnung, was es zum grössten damals existierenden machte. Für die Flintglasscheibe hatte Cauchoix 7000 Francs bezahlt. Ludwig XVIII. soll ihn beglückwünscht und Guinand, der aber unpässlich war, nach Paris eingeladen haben. 1823 schrieb die Jury, der François Arago angehörte, über einen Lerebours-Refraktor von 9,5 Pariser Zoll (25,7 cm) Öffnung: „Rien de plus parfait n’est certainement sorti des ateliers d’aucun opticien.“ 1827 stellte Cauchoix ein Teleskop von 35,2 cm Öffnung aus, und im folgenden Jahr legten Thibaudeau und Bontemps der Académie des sciences eine Flintglasscheibe von 38 cm Durchmesser vor, die sie mit Starthilfe von Henri Guinand produziert hatten.
Zum Vergleich: Das Objektiv von Fraunhofers berühmtem Teleskop für die Sternwarte Dorpat (heute Tartu, Estland) aus dem Jahr 1824 hatte eine Öffnung von bloss 9 Pariser Zoll (24,4 cm). Den Schlierengehalt des Glases prüfte Fraunhofer noch 1825 nach einer Methode, die Guinand 1798 aus Paris mitgebracht hatte. Und wie Guinand produzierte auch er zeitlebens mehr Ausschuss als gelungene Schmelzen.
Ohne Utzschneider hätte Guinand seine Erfindungen nicht industriell anwenden können. Auch wurde er von Utzschneider lange besser behandelt als von Fraunhofer. Dass er nach seiner Rückkehr nach Les Brenets zum Konkurrenten wurde, betrachtete sein früherer Arbeitgeber aber als Verrat. Zschokke erwähnt seinem Gönner Utzschneider zuliebe in einem 1817 erschienenen Bericht über Benediktbeuern Guinand nicht, obwohl er an dessen Berufung nach Bayern beteiligt gewesen war. Als Utzschneider nach Fraunhofers Tod das Optische Institut allein leitete, übertrieb er den Anteil, den er selber an der Entstehung der Glashütte gehabt hatte, ja behauptete sogar, Guinand habe ihm nur die Fehler gezeigt, die man vermeiden müsse, und dann das Produktionsgeheimnis gestohlen. Und noch die 2014 erschienene Utzschneider-Biografie von Ivo Schneider erweckt den Eindruck, ein zugereister Angeber habe seinen bayerischen Mäzen auszubeuten versucht.

## Beherrschung des Weltmarkts

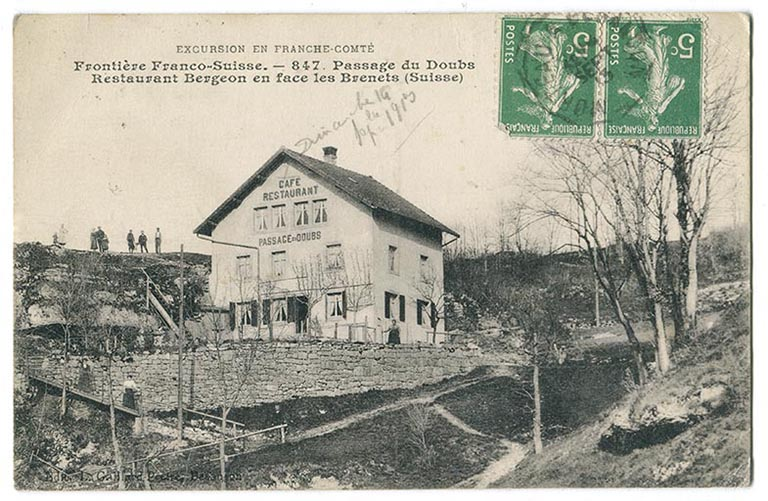
Alterssitz von Rosalie Guinand am Ufer des Doubs in Chaillexon (in späterer Verwendung als Restaurant).

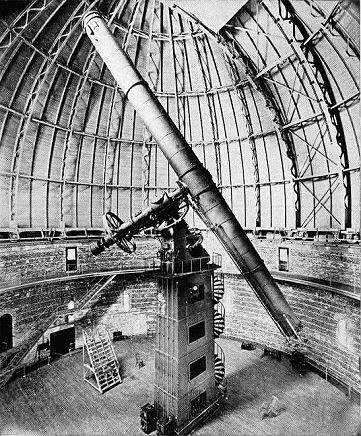
Refraktor des Yerkes-Observatoriums bei Chicago mit 101,6-cm-Objektiv aus Glas von Mantois (1897).

Utzschneiders Nachfolger Georg Merz (1793–1867) lieferte noch Refraktoren mit Objektiven von 38 bzw. 38,1 cm Öffnung für das Pulkowo-Observatorium bei Sankt Petersburg (1839) und das Harvard-College-Observatorium in Cambridge, Massachusetts (1847). Dann verlor das Münchner Institut endgültig die Führung im Fernrohrbau. Eine Glasscheibe von 50,8 cm Durchmesser musste es von Henri Guinands Schwiegersohn Charles Feil (1824–1887) in Paris kaufen. Letzter Besitzer des Instituts war Zschokkes Enkel Paul (1853–1932).
Nachdem Arago und Jean-Baptiste Dumas einer Schmelze von blasen- und schlierenfreiem Flintglas beigewohnt hatten, verlieh die Académie des sciences Henri Guinand den Lalande-Preis für 1837. 1840 gewannen Henri Guinand und sein früherer Associé Georges Bontemps (1799–1883) einen Wettbewerb der Société d’encouragement pour l’industrie nationale und erhielten 8000 bzw. 6000 Francs Preisgeld. Je eine Platinmedaille ging ausserdem an Rosalie Guinand in Chaillexon und ihren früheren Mitarbeiter Alexis Berthet, der eine Glashütte im benachbarten Morteau betrieb.
So wie man das Guinandsche Verfahren in Bayern für sich beanspruchte, wurde es nun zusammen mit der Fotografie als „rein französische Erfindung“ gefeiert. Dabei erlebte es auch in seinem Ursprungsland eine neue Blüte, indem Rosalie Guinand und Théodore Daguet 1831 in Solothurn eine Glashütte gründeten, die sich „namentlich für grosse und sehr reine Scheiben für die Objektive von Himmelsfernrohren einen bedeutenden Ruf“ erwarb. Bontemps emigrierte im Revolutionsjahr 1848 nach Birmingham, wo er insbesondere das Flintglas für das 61-cm-Objektiv des Craig-Teleskops in Wandsworth bei London (1852) herstellte. Das Glas für die aus physikalischen Gründen nicht mehr übertreffbaren Refraktoren des Lick-Observatoriums bei San José (Kalifornien) (1888), des Yerkes-Observatoriums bei Chicago (1897) und der Weltausstellung von Paris (1900) von 91,4 cm, 101,6 cm und 125 cm Öffnung stammte von Feil bzw. dessen Nachfolger Édouard Mantois (1848–1900).
Rudolf Wolf schrieb zusammenfassend:

„Nachdem sich der Konstruktion grösserer achromatischer Refraktoren mehrere Decennien hindurch infolge der Unmöglichkeit, entsprechende homogene Flintglasmassen zu erhalten, scheinbar unüberwindliche Schwierigkeiten entgegengestellt hatten, erwarben sich Guinand und sein talentvoller Schüler Fraunhofer das Verdienst, auch auf diesem Gebiete bedeutende Fortschritte zu erzielen, und während sodann einige Zeit die Nachfolger des letztern den ersten Rang einnahmen, so sind sie später durch diejenigen des erstern wieder überflügelt worden.“